# Ruttkai Éva Színház
A Ruttkai Éva Színház 1994-ben alakult Budapesten, a Ferencvárosban. Alapítói: Nagy Miklós és Szalai Zsolt Ruttkai. Kezdetben vándorszínházként működött, majd társulata több állandó helyszínen is játszott. Tulajdonosa és főigazgatója Szalai Zsolt volt. Az alapítványi fenntartású magánszínház elsősorban zenés, szórakoztató-prózai és gyermekelőadások játszóhelyéül szolgált.

## Története
A kilencvenes évek elején Szalai Zsolt létrehozta a Thália Szekere Színházi Alapítványt, amelynek elnöke Nagy Miklós lett. Eleinte a Színházkomédia című előadással járták az országot olyan művészekkel, mint Pap Éva, Örkényi Éva, Szabó Ildikó, Málnay Zsuzsa, O. Szabó István. Első állandó helye Kispesten volt, a Kispesti Vigadó Művelődési Házban, egy kevésbé frekventált helyszínen. Herczeg Csilla, Nagy Miklós és Szalai Zsolt ekkor adott nevet a társulatnak, megkeresték Ruttkai Éva lányát, Gábor Júliát, aki engedélyezte, hogy édesanyjáról nevezzék el a színházat. 1994. október 8-án nyitotta meg kapuit a teátrum, ám hamar más hely után kellett nézniük. Az első önálló bemutató novemberben már az Üllői úti kis, 90 férőhelyes, harmadik emeleti színházban volt. Az új szlogenjük: „Üllői út 45., lift van.”. A sikeres működésnek köszönhetően a Fővárosi Önkormányzat, mint az épület tulajdonosa eltörölte a bérleti díjakat. Később az épületet a tulajdonos más célra hasznosította, az együttműködésnek az épület privatizációja vetett véget.
Nagy Miklós alapító-színművész-igazgató hirtelen halála 2006 januárjában átmenetileg megtorpanásra „kényszerítette” a színházat. Ám 2006. augusztus 7-én mégis megnyitotta kapuit az új Ruttkai Éva Színház, a volt Szikra (azelőtt Metró, korábban Scala, annak előtte UFA) mozi helyén a Teréz körúton, a Nyugatival szemben. A Nyugati téren található épület a szerződés szerint tíz évig évig lett volna a társulat harmadik otthona, de csak 2 évadot töltöttek ott. A használaton kívüli moziból 475 férőhelyes, így a legnagyobb magánszínház lett a Teréz körút 62. számú házban.
Előbb Vajda Katalinnal, majd 2008-tól már a Nyugati Teátrummal közösen üzemelteti a házat. A város egyik legforgalmasabb helyén koncepciójuk szerint szombat-vasárnap nem játszottak, befogadószínházként működtek. Itt mutatták be például az Esztergályos Cecília és Márton András főszereplésével játszott „Veszélyes szeszélyek” című előadást. Azonban egy váratlanul feltűnt támogató, akivel együttműködési szerződést kötöttek, alapított egy önálló céget, több pontját is megszegte a szerződésnek és kiderült, hogy mindeközben az épület tulajdonosa is felmondott a közös cégnek, mert a vállalkozó nem fizette sem a közüzemi, sem a bérleti díjakat. A kilátástalannak tűnő helyzetben játszóhely nélkül Szalai Zsolt igazgató felkereste dr. Kocsis Mátét, a VIII. kerület polgármesterét, aki felhívta a figyelmét a Józsefvárosi Színház épületére.
2009-ben nyilvános pályázat útján Szalai Zsolt igazgató vezetésével a „Magyar Művészetek Csarnoka Kft. – Ruttkai Éva Színház” a Kálvária tér 6.-ba költözhetett. 20 évre nyerték el a volt Józsefvárosi Színház épületét. 2012-ben Szalai Zsolt alapító-igazgató lemondott a posztjáról. A színház épületét 2013. augusztus 8-án a Kisfalu Kft. Önkormányzati Házkezelő Irodája vette birtokba, majd 2014-ben az addig vándorszínházként működő, 2000 novemberében alapított Turay Ida Színház költözött be.

## Művészek
- Albert Gábor
- Ambrus Asma
- Auth Csilla
- Ábel Anita
- Ács Bálint
- Babicsek Bernát
- Babják Annamária
- Bank Tamás
- Bardóczy Attila
- Bay Éva
- Bálint Antónia
- Bánfalvy Ágnes
- Bánffy György
- Benedek Gyula
- Benkő Márta
- Benkő Péter
- Bessenyei Emma
- Bíró Ica
- Bodrogi Attila
- Borbás Erika
- Borbás Mária
- Borbáth Ottília
- Bódy Magdi
- Böröndi Tamás
- Brunner Márta
- Buch Tibor
- Czvetkó Sándor
- Cs. Németh Lajos
- Csala Zsuzsa
- Cseke Katinka
- Csepregi Éva
- Csere Ágnes
- Csongrádi Kata
- Dallos Szilvia
- Detre Annamária
- Dobránszky Zoltán
- Dobó Kata
- Dolly
- Dózsa Erzsébet
- Dózsa László
- Esztergályos Cecília
- Éliás Tibor
- Fehér Adrienn
- Feke Pál
- Fésűs Nelly
- Földesi Judit
- Fráter Kata
- Fülöp Zsigmond
- Galambos Attila
- Gáspár Imola
- Gerdesits Ferenc
- Geréb Attila
- Gergely Róbert
- Geszty Glória
- Géczy Dorottya
- Gruiz Anikó
- Győri Ilona
- Gyurkovics Zsuzsa
- Harangozó Teri
- Harmath Imre
- Harsányi Gábor
- Hável László
- Herczeg Csilla
- Holl Zsuzsa
- Horváth Károly
- Horváth Zsuzsa
- Huszárik Kata
- Hűvösvölgyi Ildikó
- Incze József
- Janza Kata
- Kandech Evelyn
- Karácsonyi Zoltán
- Kassai Ilona
- Kautzky Armand
- Kecskés Tímea
- Keresztes Ildikó
- Kinizsi Ottó
- Kishonti Ildikó
- Kiss József
- Kiszel Tünde
- Koltai Judit
- Konta Barbara
- Kovács Gyula
- Kovács István
- Kovács Róbert
- Kovács Titusz
- Kovács Zsuzsa
- Kútvölgyi Erzsébet
- Láng Balázs
- Ligeti Éva
- Lőte Attila
- Lux Ádám
- Madár Veronika
- Magay Klementina
- Makrai Pál
- Marik Péter
- Maros Gábor
- Mary Zsuzsi
- Málnai Zsuzsa
- Márton András
- Mohai Gábor
- Nagy Feró
- Nagy Miklós
- O. Szabó István
- Oszter Sándor
- Örkényi Éva
- Pap Éva
- Pál Éva
- Pálfai Péter
- Pálos Zsuzsa
- Pintér Tibor
- Pogány György
- Pokrivtsák Mónika
- Póka Éva
- Rába Tímea
- Rák Kati
- Rátonyi Hajni
- Ruttkai Iván
- Schmidt Barbara
- Simorjay Emese
- Sövegjártó Áron
- Straub Péter
- Szabó Éva
- Szabó Ildikó
- Szakály György
- Szanitter Dávid
- Szerencsi Éva
- Szentpéteri Eszter
- Szennyai Mária
- Szilágyi István
- Szirtes László
- Szolnoki Tibor
- Sztankay Orsolya
- Tallós Rita
- Tényi Anett
- Tiboldi Mária
- Timkó Eszter
- Torma István
- Tóth Judit
- Ujlaky Károly
- Vadnay Tünde
- Valkay Pál
- Vajda Márta
- Varga Szabolcs
- Várfi Sándor
- Várnagy Katalin
- Végvári Eszter
- Vincze Lilla
- Voith Ági

## Elismerések
- 2006-ban Pestszentlőrinc-Pestszentimre Kerületért Díj[11]
- 2011-ben Ferencvárosért emlékéremben részesült a Ruttkai Éva Színház közössége többek között Albert Flórián válogatott labdarúgó, aranylabdás, és Gönczi Ambrus muzeológus, történész társaságában[12]

## Helyszínek

### Első helyek
Első bemutatójuk 1994 nyárán, még a Thália Szekere Színházi Alapítvány nevében a Segítség, ember! című gyermekmusical volt Nagy Miklós rendezésében, amelyet három alkalomra a Stefánia Palotába is meghívtak. A következő előadásuk Katajev A kör négyszögesítése című szovjet vígjáték volt november 7-én, majd 11-én az Ujjé...! Ligeti giccsek, kávéházi vackok a századelőn címmel egy kabaré-összeállítás.
A társulat első állandó helye a Kispesti Vigadó Művelődési Házban volt. A névadó megnyitó ünnepségen, 1994. október 8-án Ruttkai Éva művésznő leánya, Gábor Júlia avatta fel jelképesen és Hegedűs D. Géza mondott ünnepi köszöntőt. Azonban nemsokára már a belvárosi Fáklya klub adott otthont előadásaiknak, amíg meg nem találták a Dominó Színpadot.

### Üllői út 45.
1994 novemberétől, a volt Mária Terézia/Kilián laktanya III. emeleti, a Mendelényi Vilmos színész és Lőte Enikő zongorista (Lőte Attila húga) egykori kiutalt lakásából kialakított 60 személyes, Ámon Zsuzsa nevével fémjelzett Dominó Színpad kamaraszínházából – előbb annak bérlőjeként, később a Fővárosi Önkormányzat engedményeként bérleti díj fizetése nélkül – „nőtt ki” a Ruttkai Éva Színház társulata.

### Teréz körút 62.
2006 nyarán költözött a társulat a IV. kerületi Teréz körút 62.-be /Metró-szikra mozi/. Az épület helyiségei (a „nagyterem” és a légkondicionált, 40 férőhelyes Szerencsi Éva Stúdió), a mobil nézőtér, építészeti stílusa alkalmassá tette a színházat a nagyobb rendezvények, bálok, divatbemutatók, konferenciák, társadalmi események megtartására is, de ugyanakkor visszaidézhette a korábbi játszóhelyek családias hangulatát. A nyitható tetőszerkezetnek köszönhetően, akár egész nyáron „szabadtéri” játszóhelyként is működhetett, az időjárási viszonyoknak kitettség nélkül.

### Kálvária tér 6.
A Kálvária tér (1957–1991 között Kulich Gyula tér) 6. szám alatt több színház, sőt mozi is működött:
- 1913-tól Józsefvárosi Színpad: augusztus 13-án még a Baross utca 127. szám alatt, Micsei F. György igazgatásával nyílt meg, amely azonban még abban az évben mozivá alakult.[18]
- 1913–1933 Kálvária-téri mozgó: A bérházakba épülő mozitípusok belenőttek az utcafronton sorakozó üzletsorba.[19]
- 1933–1949. Józsefvárosi Színház: Erdélyi Mihály bérelte és alakította át 548 férőhelyes színházzá a termet. Elsősorban operetteket (többek között a bérlő saját műveit) adtak, de tartottak itt szerzői estet (Feld Mátyás), vendégszerepelt a Komédia Orfeum, 1944 áprilisában pedig a frontszínház is. Megfordultak falai között például: Bulla Elma, Déry Sári, Fedák Sári, Csikós Rózsi, Neményi Lili, és Békeffi István, Bicskey Károly, Bilicsi Tivadar, Feleki Kamill, Makláry Zoltán is. 1949-ben a színházat államosították.[18][20]
- 1949–1950. Állami Bányász Színház: Horváth Ferenc vezetésével a bányavidékek színházi igényeinek ellátását hivatott ellátni a társulat, melynek budapesti játszóhelye volt az épület. Műsorán elsősorban prózai előadások mellett operettek is szerepeltek. 1950 őszén Honvéd Színház néven alakult újjá, kibővült és a Honvédség Házába költözött.[21][22]
- 1954–1959. Budapest Varieté: Szenes Iván – és így az Országos Cirkusz és Varieté Vállalat kezelésében – és Karádi Béla rendező vezetése alatt látványos kabaré-varieté műsort játszott nagy sikerrel a kabarészínészek színe-javával, mint például Csonka Endre vagy Kabos László.[23]
- 1963-tól Állami Déryné Színház
- 1978–1988 Népszínház (Józsefvárosi Színháza): az Állami Déryné Színház és a 25. Színház egyesülésével jött létre. Gyurkó László igazgató mellé a kecskeméti Katona József Színház akkori igazgatóját, Ruszt Józsefet nevezték ki művészeti vezetőnek, azonban nézeteltéréseik miatt négy év után új igazgatót választottal az intézmény élére. Miszlay István társulatába tartozott például: Andai Györgyi, Pécsi Ildikó, Szerencsi Éva, Tóth Judit, Vándor Éva, Beregi Péter, Cs. Németh Lajos és sokan mások.
- 1991–1998. Budapesti Kamaraszínház: mely a két, majd három játszóhelyének egyike. A színház három vezetője ebben az időszakban Szűcs Miklós, Csizmadia Tibor és Böhm György voltak. A színház 1998-ban leadta legnagyobb (ekkor 320 ülőhelyes) játszóhelyét, és tavasszal megnyitotta a Tivoli Színházat.[24]
- 2001–2008. Városi Színház: az átnevezett játszóhelyet Jeles András és Halász Péter vette át. Az elképzelés egy kísérleti közösségi színház volt, posztgraduális színészképzéssel, azonban a remélt támogatások elmaradtak, s egy év után előbb Jeles hagyta el a színházat,[25][26] 2004 után a teátrum teljesen üresen maradt, 2006-ban az önkormányzat felmondta a szerződést, és pert kezdett a működtetővel. Ideiglenesen a Bárka Színház használta próbahelyiségnek, ám igazi gazdája nem volt, a helyiség használhatatlanná vált.[27] Ekkor az önkormányzat nyilvános pályázatot írt ki.[28]
- 2009-től Ruttkai Éva Színház[29]
- 2014 szeptemberétől ugyanitt az addig vándortársulatként működő Turay Ida Színház[8] található meg.